# Raillimont
Raillimont ist eine französische Gemeinde mit 89 Einwohnern (Stand 1. Januar 2022) im Département Aisne in der Region Hauts-de-France (vor 2016 Picardie). Sie gehört zum Arrondissement Vervins, zum Kanton Vervins und zum Gemeindeverband Portes de la Thiérache.

## Geographie
Die Gemeinde Raillimont liegt an der Serre am Ostrand der Landschaft Thiérache an der Grenze zum Département Ardennes, 26 Kilometer südöstlich von Vervins. Nachbargemeinden von Raillimont sind Rozoy-sur-Serre im Westen und Norden, Rouvroy-sur-Serre im Nordosten, Rocquigny im Osten, Vaux-lès-Rubigny im Südosten sowie Fraillicourt im Süden.

## Geschichte
Die Gemeinde entstand am 24. September 1872 durch Trennung von der Gemeinde Rouvroy-sur-Serre mittels Anordnung der Präfektur.

### Bevölkerungsentwicklung
| Jahr                       | 1962 | 1968 | 1975 | 1982 | 1990 | 1999 | 2006 | 2013 | 2022 |
| Einwohner                  | 113  | 85   | 72   | 83   | 86   | 77   | 84   | 78   | 89   |
| Quellen: Cassini und INSEE |      |      |      |      |      |      |      |      |      |

## Sehenswürdigkeiten
- Kapelle Saint-Théodulphe